# Macarrada
 (août 2018).
Macarrada est un groupe de punk rock espagnol originaire de Bilbao, au Pays basque.

## Histoire
Macarrada est formé en 2004. Les membres du groupe, qui se surnomment dans un premier temps MCD, décident de changer le nom sous lequel ils agissent pour éviter toute polémique avec les anciens membres du groupe MCD. Profitant de leur concert au festival Tintorrock, ils abandonnent définitivement ales initiales et prennent le nom du dernier album qu'ils avaient enregistré (MaCarraDa, sorti chez El Lokal et Potencial Hardcore, en 2003).
Leur premier vrai concert s'effectue un mois plus tard lors de la célébration de l'Aste Nagusia de Bilbao, où, célébrant le 15e anniversaire de la comparsa Kaskagorri et imitant les Sex Pistols, ils gravissent l'estuaire de Bilbao. Depuis lors, ils continuent de jouer dans divers autres festivals.
Au milieu de l'année 2005, Jimmy, le batteur, quitte le groupe pour se consacrer à d'autres projets. Il est remplacé par Josu, chanteur et batteur de Parabellum. En 2006, le groupe publie son premier album, ¡¡Mundialmente conocidos!!,. La même année, ils participent également à la compilation hommage au groupe Parabellum, reprenant la chanson Estás solo.
Quatre ans plus tard, en 2010, le groupe publie au label Maldito Records, son dernier album, intitulé Ya está todo escrito.

## Membres

### Derniers membres
- Tonino Pérez - chant
- Lino Prieto - guitare
- Elier Arbaiza - basse
- Josu Korkostegi - batterie

### Ancien membre
- Jimmy - batterie (2004-2005)

## Discographie
- 2006 : ¡¡Mundialmente conocidos!! (Santo Grial)
- 2010 : Ya está todo escrito (Maldito Records)